# Säcken

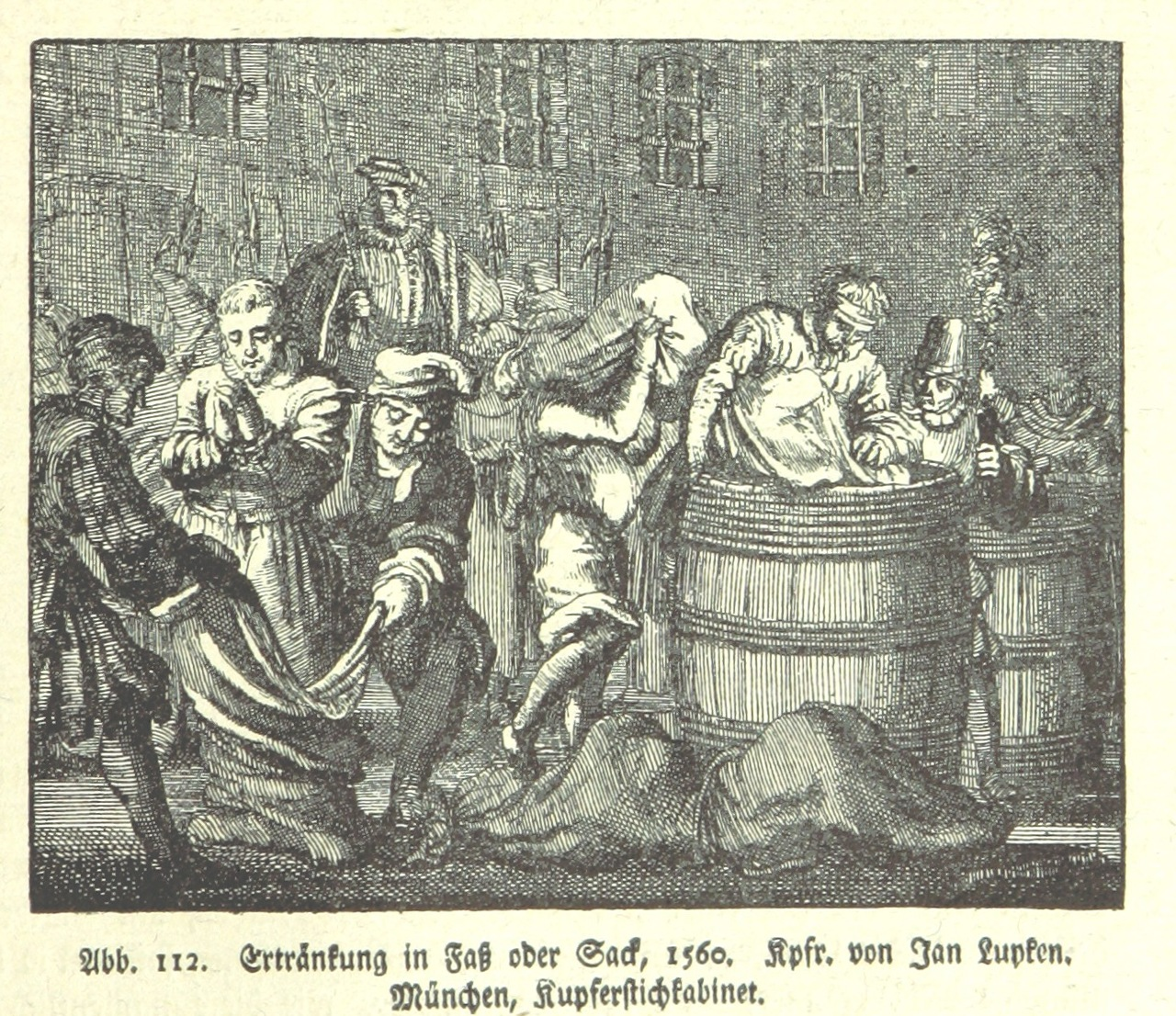
Ertränken im Fass oder Sack, 1560

Das Säcken (lateinisch: poena cullei), auch Säckung, wurde im Römischen Reich als Art der Hinrichtung angewandt.
Dabei wurde der Verurteilte zunächst ausgepeitscht, dann zusammen mit einer Schlange und einem Skorpion in einen Sack (culleus) genäht und in einen Fluss oder ins Meer geworfen, so dass er ertrank. Neben den vorgenannten Tieren werden auch Affe, Hahn, Katze und Hund als möglicher Sackinhalt genannt. Die Säckung kam nach römischem Recht regelmäßig bei Verwandtenmord (lateinisch: parricidium) zur Anwendung, unabhängig vom sozialen Rang des Verurteilten. Der Ursprung der Strafe geht auf Überlieferungen zurück, die sich weder datieren noch inhaltlich deuten lassen. Vermutlich war bereits den antiken Autoren die genaue Funktion der Bestrafungselemente, wie etwa die der eingenähten Tiere, nicht mehr bekannt. Kaiser Claudius soll an dieser Strafform besonderen Gefallen gefunden haben, weshalb er sie öfter vollziehen ließ als in allen Jahrhunderten zuvor und sogar häufiger als die weit verbreitete Kreuzigung. Noch spätantike Rechtssammlungen erwähnen die Säckung als reguläre Strafform. Kaiser Konstantin ließ ein entsprechendes Gesetz erneuern.
Auch aus dem Mittelalter ist das Säcken als Form der Todesstrafe bekannt, es stellte eine Unterart des Ertränkens dar. In Dantes Inferno werden Guido del Cassero und Angiolello da Carignano erwähnt, die von Malatestino Malatesta, dem Sohn von Malatesta da Verucchio und Herrscher von Rimini, auf diese Weise getötet wurden.
Diese Form der Hinrichtung wurde in Deutschland bis in die frühe Neuzeit angewandt.